# 潘文杰 (外交官)
潘文杰（？—），中华人民共和国政治人物、外交官。1985年，接替丁浩，担任中华人民共和国驻厄瓜多尔大使。1987年，由王钢华接任。